# Mod DB
Mod DB是一个专注于电子游戏模组的网站，2002年由Scott Reismanis（又名INtense!）建立。截至2015年9月，Mod DB已有超过604万次的访问，超过12500个登记在案的模组，超过108万次的下载。同类网站Indie DB在2010年上线，专注于独立游戏及新闻。

## 历史
来自澳大利亚墨尔本的网站开发人员Scott Reismanis期初将Web开发视为一种爱好，创建了两个专用于游戏视频的网站。之后，他购买了ChaosRealm.com域名，组建了Realm Network。该网站包含20多个服务，其中之一是Mod DB的前身ModRealm。ModRealm于1998年创建，起初致力于反恐精英的作弊码，在后来发展成了遊戲模組网站。2001年12月17日，当时其托管服务Playnet申请破产后，该网站被关闭。
Reismanis之所以建立一个新网站，是因为在当时占主导地位的搜索引擎AltaVista上很难找到mod，发布mod更是如此。因此他于2002年1月11日开始开发Mod DB，并在开发过程中采用了IMDb的架构。该网站于2002年6月8日以Mod DataBase的名义发布。它不同与Reismanis早期的网站，Mod DB的文章由社区管理而不是仅网站创始人管理，Mod DB因此迅速壮大。2008年，Mod DB团队推出了Addon DB，其目的是在游戏修改类别下列出不适用于游戏的其他内容。这些内容包括模型、皮肤以及地图。在Addon DB推出的一年之后就被并入了Mod DB。
Reismanis是埃森哲的一名信息技术顾问，他打算保留Mod DB这个爱好。他离开了公司，成立了DesuraNET用于托管他的网站，原因是运营该网站的费用和他对IGN在2006年想要收购Mod DB的回忆。Mod DB被整合到DesuraNet的Desura中，这是一个专注于服务独立游戏的数字发行平台。该服务于2010年4月作为Valve的Steam的竞争对手对外开放。

## 特点
Mod DB的目的是收集各种游戏的模组、文件、教程与介绍等由用户创建的内容。Mod DB大力推进社区参与性，每个模组都有自己的页面，允许用户上传截图、发布新闻和问题。Scott的意图从一开始就是就是让社区大量参与创造和开发，因此，最活跃的用户会被选中成为版主和管理员。核心工作人员一般保持不变，而较低的职位则在实习版主与管理员候选人之间大量轮换。
Mod DB对网站上的内容采取宽容态度，但其使用条款中标明禁止的内容包括色情、诽谤、淫秽，煽动犯罪或仇恨、违反澳大利亚版权法和违反《數字千年版權法》的内容，否则就会“让Mod DB名誉扫地”。
尽管如此，该网站在2011年初托管了School Shooter: North American Tour 2012时还是受到了主流媒体的关注。该模组导致Mod DB受到了大量的指责邮件，促使该网站于当年3月份关闭。

## 年度模组
Mod DB的年度模组竞赛“金扳手奖”旨在评选富有创造力的、高质量的模组。模组通过社区投票选出，然后由工作人员审核，最终出现获胜者名单。此竞赛旨在鼓励所有领域，包括画面和遊戲玩法等各个方面的模组开发。知名的获胜作品包括2005年的Garry's Mod，2007年的叛亂：現代步兵作戰，2012年的黑山基地和2017年的毁灭战士。类似地，Mod DB的模组名人堂回顾了模组，并归纳出发布当年最伟大的模组。入选者包括2014年的絕地求生。

### Indie DB
Indie DB是2010年6月推出的Mod DB分支。 与Mod DB一样，该网站每年都会举办一场年度最佳独立游戏比赛，比赛将按类别和整体进行投票。相同的，提名者也由网站编辑挑选，并由读者投票决定。年度独立音乐奖的获奖者包括2010年Mojang的Minecraft和2016年Ludeon Studios的Rimworld。